# 龔國權
龔國權，風險投資人，出生於臺灣。現為亞洲私募基金今翊資本執行合夥人。

## 簡歷
龔國權出生於臺灣，成長於臺灣及香港兩地。及後到美國留學，取得達特茅斯學院文學學士、哈佛商學院工商管理碩士。
早年曾任麥肯錫諮詢公司（McKinsey & Company）項目經理，負責大中華地區、東南亞、美國的金融服務、電信、消費產品行業諮詢服務。後為凱雷亞洲基金（Carlyle Asia Partners）董事總經理。
2005年，與凱雷亞洲數位同事創立亞洲第一家以收購為主的投資公司安博凱直接投資基金（MBK Partners），龔國權為大中華區主管。2007年安博凱收購臺灣中嘉數位，龔國權曾任中嘉董事長。 2008年主導安博凱入主八大電視，在兩年內改善節目內容並提升廣告收益，2011年以高回報離場，被譽為控股權投資在台灣的經典案例。
2017年創立今翊資本（Nexus Point），任執行合夥人，《華爾街日報》當時曾形容他為中國頂尖交易撮合人（Top China Deal Maker）。公司辦事處分別設於香港及上海。
曾任鴻海集團獨立董事（2019-2022)。
今翊資本在大中華區有多數投資，其中在台灣有漢堡王及崇仁科技。今翊資本也有投資臺灣本土醫療器材大廠崇仁科技事業股份有限公司，2019冠狀病毒爆發初期，中國大陸各地急需醫療物資備用，崇仁科技秉持全球企業在地關懷的精神，便從廈門工廠，將醫療物資捐贈予武漢。 在香港有投資鴻安集團，今翊資本該交易在2022年亞洲創業基金期刊（AVCJ）私募股權與創業投資大獎中被評為“年度最佳中型交易”。 今翊資本簽署聯合國支持的《負責任投資原則倡議》(PRI)，將ESG的評估成為投資方法論中的重要標準。
龔國權目前兼任公民參與、教育、社會企業組織成員，包含亞洲協會總會(Asia Society)的理事會成員，哈佛商學院亞太顧問委員會成員及達特茅斯學院迪基中心(Dickey Center, Dartmouth College) 董事會成員。

## 外部連結
今翊資本官方網站簡介 （页面存档备份，存于）